# Zoé Kabila
Zoé Kabila Mwanza Mbala (Maquis de Fizi, 26 de junho de 1979) é um político e empresário quinxassa-congolês e membro da Assembleia Nacional da República Democrática do Congo.
Seu pai foi o falecido presidente da República Democrática do Congo Laurent-Désiré Kabila, e ele é irmão do ex-presidente Joseph Kabila e da também deputada Jaynet Kabila.